# Thomas Johansson (Tennisspieler)
Thomas Johansson (* 24. März 1975 in Linköping) ist ein ehemaliger schwedischer Tennisspieler.

## Karriere
Der größte Erfolg in seiner Laufbahn war der Gewinn der Australian Open 2002 in Melbourne. Im Jahr 2005 schaffte er es bis ins Halbfinale in Wimbledon. Zusammen mit Simon Aspelin gewann er bei den Olympischen Sommerspielen 2008 in Peking die Silbermedaille im Doppel; dabei unterlag er im Endspiel den Schweizern Roger Federer und Stanislas Wawrinka.
Zwischen 1998 und 2009 bestritt er 17 Begegnungen für die schwedische Davis-Cup-Mannschaft. Im Jahr 2008 konnte Johansson mit seinem Team den World Team Cup für sich entscheiden, obwohl er sein Einzelmatch im Finale gegen Igor Andrejew verlor.
Im Juni 2009 erklärte er seinen Rückzug aus dem Profi-Tennis.

## Erfolge
| Legende (Anzahl der Siege)    |
| Grand Slam (1)                |
| Tennis Masters Cup            |
| Olympische Sommerspiele       |
| ATP Masters Series (1)        |
| ATP International Series Gold |
| ATP International Series (8)  |
| ATP Challenger Tour (5)       |

| Titel nach Belag |
| Hartplatz (4)    |
| Sand (1)         |
| Rasen (2)        |
| Teppich (3)      |

### Einzel

#### Turniersiege

##### ATP Tour
| Nr. | Datum             | Turnier            | Belag         | Finalgegner        | Ergebnis            |
| --- | ----------------- | ------------------ | ------------- | ------------------ | ------------------- |
| 1.  | 10. März 1997     | Kopenhagen         | Teppich (i)   | Martin Damm        | 6:4, 3:6, 6:2       |
| 2.  | 17. März 1997     | St. Petersburg (1) | Teppich (i)   | Renzo Furlan       | 6:3, 6:4            |
| 3.  | 2. August 1999    | Montreal           | Hartplatz     | Jewgeni Kafelnikow | 1:6, 6:3, 6:3       |
| 4.  | 20. November 2000 | Stockholm (1)      | Hartplatz (i) | Jewgeni Kafelnikow | 6:2, 6:4, 6:4       |
| 5.  | 11. Juni 2001     | Halle              | Rasen         | Fabrice Santoro    | 6:3, 6:75, 6:2      |
| 6.  | 18. Juni 2001     | Nottingham         | Rasen         | Harel Levy         | 7:5, 6:3            |
| 7.  | 14. Januar 2002   | Australian Open    | Hartplatz     | Marat Safin        | 3:6, 6:4, 6:4, 7:64 |
| 8.  | 25. Oktober 2004  | Stockholm (2)      | Hartplatz (i) | Andre Agassi       | 3:6, 6:3, 7:64      |
| 9.  | 24. Oktober 2005  | St. Petersburg (2) | Teppich (i)   | Nicolas Kiefer     | 6:4, 6:2            |

##### Challenger Tour
| Nr. | Datum              | Turnier    | Belag     | Finalgegner     | Ergebnis  |
| --- | ------------------ | ---------- | --------- | --------------- | --------- |
| 1.  | 14. Mai 1995       | Jerusalem  | Hartplatz | Patrick Baur    | 6:4, 7:6  |
| 2.  | 24. September 1995 | Neapel     | Sand      | Frédéric Vitoux | 6:0, 6:0  |
| 3.  | 12. August 2007    | Binghamton | Hartplatz | Dušan Vemić     | 6:4, 7:67 |

#### Finalteilnahmen
| Nr. | Datum             | Turnier        | Belag         | Finalgegner         | Ergebnis      |
| --- | ----------------- | -------------- | ------------- | ------------------- | ------------- |
| 1.  | 8. März 1998      | Rotterdam      | Hartplatz (i) | Jan Siemerink       | 7:62, 6:2     |
| 2.  | 15. November 1998 | Stockholm (1)  | Hartplatz (i) | Todd Martin         | 6:3, 6:4, 6:4 |
| 3.  | 20. Juni 2004     | Nottingham     | Rasen         | Paradorn Srichaphan | 1:6, 7:6, 6:4 |
| 4.  | 29. Oktober 2006  | St. Petersburg | Teppich (i)   | Mario Ančić         | 7:5, 7:62     |
| 5.  | 14. Oktober 2007  | Stockholm (2)  | Hartplatz (i) | Ivo Karlović        | 6:3, 3:6, 6:1 |

### Doppel

#### Turniersiege

##### ATP Tour
| Nr. | Datum         | Turnier | Belag | Partner         | Finalgegner                   | Ergebnis         |
| --- | ------------- | ------- | ----- | --------------- | ----------------------------- | ---------------- |
| 1.  | 16. Juli 2006 | Båstad  | Sand  | Jonas Björkmann | Christopher Kas Oliver Marach | 6:3, 4:6, [10:4] |

##### Challenger Tour
| Nr. | Datum         | Turnier     | Belag | Partner              | Finalgegner                 | Ergebnis      |
| --- | ------------- | ----------- | ----- | -------------------- | --------------------------- | ------------- |
| 1.  | 23. Juli 1995 | Lillehammer | Sand  | Lars-Anders Wahlgren | Andrew Ilie Todd Larkham    | 3:6, 6:3, 6:3 |
| 2.  | 30. Juli 1995 | Tampere     | Sand  | Mårten Renström      | Emanuel Couto Bernardo Mota | 6:3, 6:3      |

#### Finalteilnahmen
| Nr. | Datum           | Turnier | Belag     | Partner       | Finalgegner                      | Ergebnis            |
| --- | --------------- | ------- | --------- | ------------- | -------------------------------- | ------------------- |
| 1.  | 16. August 2008 | Peking  | Hartplatz | Simon Aspelin | Roger Federer Stanislas Wawrinka | 4:6, 3:6, 7:64, 3:6 |